# Мотин, Александр
Александр Мотин (род. 16 января 1944) — советский гребец. Мастер спорта СССР.
Выступал за московское общество «Спартак».
Чемпион СССР 1973 года в четвёрке с рулевым (экипаж В. Ешинов, Н. Иванов, В. Сапронов, Г. Дмитриенко).
Представлял Советский Союз на Олимпийских играх в Мюнхене в 1972 году, где его товарищами в четвёрке были Ткачук, Кашуров, Сапронов. По итогам соревнований советские гребцы заняли четвёртое место в финале.